# Acanthacorydalis asiaticus
Acanthacorydalis asiaticus là một loài côn trùng trong họ Corydalidae thuộc bộ Megaloptera. Loài này được Wood-Mason miêu tả năm 1884.